# Le Cinéphile (roman)
Le Cinéphile (The Moviegoer) est un roman américain de Walker Percy publié aux États-Unis en 1961. Traduit de l'américain par Claude Blanc, il est publié en France en 1982 aux éditions Pandora.

## Accueil critique
Le roman est récompensé par le National Book Award en 1962.
Il figure à la 60e place dans la liste des cent meilleurs romans de langue anglaise du XXe siècle établie par la Modern Library en 1998.
Le Time Magazine inclut le roman dans sa liste des  cent meilleurs romans de langue anglaise de 1923 à 2005 établie en 2010.